# Ali Bagaoutinov
Ali Chamilevitch Bagaoutinov (en russe: Али Шамилевич Багаутинов), né le 10 juin 1985 à Kizliar, est un pratiquant professionnel de MMA russe. Il combat actuellement à l'Ultimate Fighting Championship dans la catégorie des poids mouches.

## Distinctions

### Arts martiaux mixtes
- Eurasia Fight Nights
  - Champion des poids mouches du Eurasia Fight Nights

### Sambo
- Fédération Internationale de Sambo
  - Champion du monde de sambo
  - Champion d'Europe de sambo
- All-Russian Sambo Federation
  - Champion de Russie de sambo (cinq fois)
  - Champion du Daghestan de sambo
  - Champion de Moscou de sambo (trois fois)
  - Vainqueur de la coupe de Moscou (quatre fois)

### Pancrace
- World Pangration Athlima Federation
  - Champion du monde de pancrace
- Russian Pankration Federation
  - Champion de Russie de pancrace
  - Vainqueur de la coupe de Moscou (trois fois)

### Grappling
- International Federation of Associated Wrestling Styles
  - Champion de Russie de grappling (deux fois)
  - Vainqueur de la coupe de Moscou

### Jiu-jitsu brésilien
- Fédération russe de jiu-jitsu brésilien
  - Champion de Russie de jiu-jitsu brésilien

### Lutte
- Fédération russe de lutte
  - Champion du Daghestan de lutte libre

## Palmarès en MMA
| 19 combats     | 14 victoires | 5 défaites |
| Par KO         | 5            | 0          |
| Par soumission | 4            | 0          |
| Sur décision   | 5            | 5          |

| Résultat | Record | Adversaire         | Méthode                                 | Événement                                       | Date              | Round | Temps | Lieu                                    | Notes                                                            |
| -------- | ------ | ------------------ | --------------------------------------- | ----------------------------------------------- | ----------------- | ----- | ----- | --------------------------------------- | ---------------------------------------------------------------- |
| Défaite  | 14-5   | Kyoji Horiguchi    | Décision unanime                        | UFC Fight Night: Mousasi vs. Hall II            | 19 novembre 2016  | 3     | 5:00  | Belfast, Irlande du Nord                |                                                                  |
| Victoire | 14-4   | Geane Herrera      | Décision unanime                        | UFC Fight Night: MacDonald vs. Thompson         | 18 juin 2016      | 3     | 5:00  | Ottawa, Ontario, Canada                 |                                                                  |
| Défaite  | 13-4   | Joseph Benavidez   | Décision unanime                        | UFC 192: Cormier vs. Gustafsson                 | 8 octobre 2015    | 3     | 5:00  | Houston, Texas, États-Unis              |                                                                  |
| Défaite  | 13-3   | Demetrious Johnson | Décision unanime                        | UFC 174: Johnson vs. Bagaoutinov                | 14 juin 2014      | 5     | 5:00  | Vancouver, Colombie-Britannique, Canada | Pour le titre des poids mouches de l'UFC. Testé positif à l'EPO. |
| Victoire | 13-2   | John Lineker       | Décision unanime                        | UFC 169: Barão vs. Faber II                     | 1er février 2014  | 3     | 5:00  | Newark, New Jersey, États-Unis          |                                                                  |
| Victoire | 12-2   | Tim Elliott        | Décision unanime                        | UFC 167: St-Pierre vs. Hendricks                | 16 novembre 2013  | 3     | 5:00  | Las Vegas, Nevada, États-Unis           |                                                                  |
| Victoire | 11-2   | Marcos Vinicius    | TKO (coups de poing)                    | UFC Fight Night: Teixeira vs. Bader             | 4 septembre 2013  | 3     | 3:28  | Belo Horizonte, Minas Gerais, Brésil    |                                                                  |
| Victoire | 10-2   | Seiji Ozuka        | TKO (coups de poing)                    | Fight Nights: Battle of Moscow 11               | 25 avril 2013     | 1     | 0:25  | Moscou, Russie                          | Défend le titre des poids mouches du Eurasia Fight Nights.       |
| Victoire | 9-2    | Andreas Bernhard   | TKO (coups de poing)                    | Fight Nights: Battle of Moscow 9                | 16 décembre 2012  | 1     | 0:27  | Moscou, Russie                          | Défend le titre des poids mouches du Eurasia Fight Nights.       |
| Victoire | 8-2    | Vadim Zhlobich     | Soumission (étranglement en guillotine) | Fight Nights: Battle of Desne                   | 7 septembre 2012  | 2     | 1:01  | Briansk, Russie                         | Défend le titre des poids mouches du Eurasia Fight Nights.       |
| Victoire | 7-2    | Mikael Silander    | Décision unanime                        | Fight Nights: Battle of Moscow 7                | 7 juin 2012       | 2     | 5:00  | Moscou, Russie                          | Remporte le titre des poids mouches du Eurasia Fight Nights.     |
| Victoire | 6-2    | Vitaly Maksimov    | Soumission (étranglement arrière)       | Fight Nights: Battle in Kalmykia                | 4 mai 2012        | 1     | 2:50  | Elista, Russie                          |                                                                  |
| Victoire | 5-2    | Zharkyn Baizakov   | Décision unanime                        | Fight Nights: Battle of Moscow 6                | 8 mars 2012       | 2     | 5:00  | Moscou, Russie                          |                                                                  |
| Victoire | 4-2    | Vitaliy Panteleev  | TKO (coups de poing)                    | Fight Nights: Battle of Moscow 5                | 5 novembre 2011   | 1     | 4:07  | Moscou, Russie                          |                                                                  |
| Victoire | 3-2    | Asan Aysabeko      | TKO (coups de poing)                    | Fight Nights: The Fights With and Without Rules | 21 septembre 2011 | 1     | 2:06  | Moscou, Russie                          |                                                                  |
| Victoire | 2-2    | Evgeniy Lazukov    | Décision unanime                        | Fights With Rules 2                             | 26 mai 2011       | 3     | 5:00  | Oufa, Russie                            |                                                                  |
| Victoire | 2-1    | Vitaliy Panteleev  | Décision partagée                       | Fight Nights: Battle of Moscow 3                | 12 mars 2011      | 2     | 5:00  | Moscou, Russie                          |                                                                  |
| Victoire | 2-0    | Dmitry Kazancev    | Soumission (clé de bras)                | World Absolute FC                               | 24 juin 2010      | 1     | 1:34  | Tcheboksary, Russie                     |                                                                  |
| Victoire | 1-0    | Aslan Margushev    | Soumission (clé de bras)                | Chalenge Cup                                    | 19 décembre 2009  | 2     | 2:13  | Kolomna, Russie                         |                                                                  |